# Црнгроб
Црнгроб (словен. Crngrob) — поселення в общині Шкофя Лока, Горенський регіон, Словенія. Висота над рівнем моря: 393,1 м.